# Ashfield, Suffolk
Ashfield är en ort i Storbritannien. Den ligger i grevskapet Suffolk och riksdelen England, i den sydöstra delen av landet, 120 km nordost om huvudstaden London. Ashfield ligger 57 meter över havet och antalet invånare är 187. Byn nämndes i Domedagsboken (Domesday Book) år 1086, och kallades då Asfelda/Assafelda/Assefelda.
Terrängen runt Ashfield är platt. Runt Ashfield är det ganska tätbefolkat, med 129 invånare per kvadratkilometer. Närmaste större samhälle är Ipswich, 18,5 km söder om Ashfield. Trakten runt Ashfield består till största delen av jordbruksmark.